# Municipio de Salem (condado de Pasquotank)
El municipio de Salem (en inglés: Salem Township) es un municipio ubicado en el  condado de Pasquotank en el estado estadounidense de Carolina del Norte. En el año 2010 tenía una población de 1.681 habitantes.

## Geografía
El municipio de Salem se encuentra ubicado en las coordenadas 36°10′14.57″N 76°8′2.74″O / 36.1707139, -76.1340944.